# The Tenth Planet
A The Tenth Planet a Doctor Who sorozat huszonkilencedik része, amit 1966. október 8. és október 29. között sugároztak négy epizódban. Ebben a részben jelent meg utoljára William Hartnell mint az Első Doktor, akit a rész végén Patrick Througton vált fel. Itt jelennek meg a Cybermanok először.

## Történet
A Föld egykori elsodródott ikerbolygója a Mondas. Ahogy hanyatlott a Mondas lakóinak egészsége, úgy pótolták testrészeiket mesterséges szervekkel, míg végül kiborgokká váltak. Mikor bolygójuk ismét földközelbe került, hódítási céllal űrhajóval leszállnak a Földre, a déli sarkvidéken. De véletlenül a Tardis is oda érkezik... győzelem persze, de a beteg Doktor regenerálódni készül.

## Epizódok listája
| Epizód száma | Bemutató napja    | Hossza | Nézők száma (millió) | Formátum                     |
| ------------ | ----------------- | ------ | -------------------- | ---------------------------- |
| 1            | 1966. október 8.  | 23:08  | 5,5                  | 16 mm t/r                    |
| 2            | 1966. október 15. | 23:15  | 6,4                  | 16 mm t/r                    |
| 3            | 1966. október 22. | 23:31  | 7,6                  | 16 mm t/r                    |
| 4            | 1966. október 29. | 24:02  | 7,5                  | Csak képek és/vagy töredékek |

## Könyvkiadás
A könyvváltozatát 1976 februárjában adták ki.

## Otthoni kiadás
- VHS-en 2000-ben adták ki, a megmaradt anyagokat.
- DVD-n idén[mikor?] fogják kiadni a megmaradt anyagokat.

### Filmzene
A filmzenét 2000-ben adták ki, melyen 11 szám van.
| #   | Zeneszerző     | Szám neve              |
| --- | -------------- | ---------------------- |
| 1.  | Roger Roger    | Blast Off!             |
| 2.  | Walter Scott   | Music for Technology   |
| 3.  | Douglas Gamley | Power Drill            |
| 4.  | Martin Slavin  | Space Adventure 1/3    |
| 5.  | Martin Slavin  | Space Adventure 2/3    |
| 6.  | Martin Slavin  | Space Adventure 3/3    |
| 7.  | Dennis Farnon  | Drama in Miniature 1/2 |
| 8.  | Dennis Farnon  | Drama in Miniature 2/2 |
| 9.  | Douglas Gamley | Machine Room           |
| 10. | Robert Farnon  | Drumdramatics 7        |
| 11. | Robert Farnon  | Drumdramatics 10       |

### Fordítás
- Ez a szócikk részben vagy egészben  a   The Tenth Planet című angol Wikipédia-szócikk fordításán alapul.  Az eredeti cikk szerkesztőit annak laptörténete sorolja fel. Ez a jelzés csupán a megfogalmazás eredetét és a szerzői jogokat jelzi, nem szolgál a cikkben szereplő információk forrásmegjelöléseként.